# 玉溪市
玉溪市是中华人民共和国云南省下辖的地级市，位于云南省中部。北接昆明市，西南界普洱市，东南与红河州相邻，西北靠楚雄州。地处云贵高原西缘，哀牢山区与横断山脉之间，地势西北高，东南低，地形复杂，山地、峡谷、高原、盆地交错分布。南盘江、元江、绿汁江流经境内，有阳宗海、抚仙湖、星云湖、杞麓湖等湖泊分布。全市面积14,942平方千米，2020年总人口224.95万，市人民政府驻红塔区。玉溪是烟草工业重镇，享有“云烟之乡”的美誉，亦是“花灯之乡”、“滇中粮仓”。

## 历史沿革
古为滇国地。西汉元封二年（前109年）汉武帝出兵伐滇国，滇王降，赐滇王之印，并置益州郡，治滇池县（今昆明市晋宁区），今市境属之。三国蜀汉建兴三年（225年）改益州郡为建宁郡。西晋泰始七年（271年）置宁州，建宁郡属之。太安二年（303年），分建宁郡西部置益州郡。永嘉二年（308年）改益州郡为晋宁郡。南朝梁末废晋宁郡。后中原王朝漸失去境内之控制，由爨氏领其地。
唐朝年间地入南诏，北部属拓东节度，置温富州（治今红塔区）、河阳郡（治今澄江县），改绛县置江川县（治今江川区旧州），属晋宁州；南部属通海都督府（治今通海县）。大理国时北部属善阐府，置步雄部（今江川县），罗伽部（今澄江县）；南部改通海都督府设秀山郡，置嶍峨部（今峨山、新平县）、宁部（今华宁县）及威楚府罗槃部（今元江县）。
元宪宗五年（1255年）于宁部置宁部万户府（治今华宁县浪旷）；于嶍峨部置嶍峨千户（治今峨山县岔河乡棚租坝），隶阿僰万户。元宪宗六年（1256年）于罗伽部置罗伽万户；改温富州置温富千户，隶罗伽万户；于步雄部设江川千户，属罗伽万户；于秀山郡置通海千户，隶善阐万户府。至元三年（1266年）罗伽万户改称中路。至元四年（1267年）设洟门千户所（治今易门县）。至元七年（1270年）改温富千户置休纳县。至元十二年（1275年）改洟门千户所置易门县，属中庆路。至元十三年（1276年）改通海千户为通海县，并以南路为临安路，治通海县；置河西州（治今通海县河西镇），隶临安路；改宁部万户府置宁州，属临安路；改嶍峨千户置嶍峨州，隶临安路，又析置平甸县（治今新平县旧城）；置新兴州，治休纳县，隶澂江路；改江川千户为江川州，属澂江路（州、路同治今江川区龙街）。至元十六年（1279年）改中路为澂江路，又置河阳县为澂江路附郭。至元中于罗槃部置元江万户府（治今元江县）。至元二十年（1283年）降江川州为江川县。至元二十五年（1288年）改元江万户府为元江路。至元二十六年（1289年）降嶍峨州为嶍峨县，隶宁州；降河西州为河西县。大德五年（1301年）废休纳县入新兴州。至正末年宁州治迁今华宁县城。

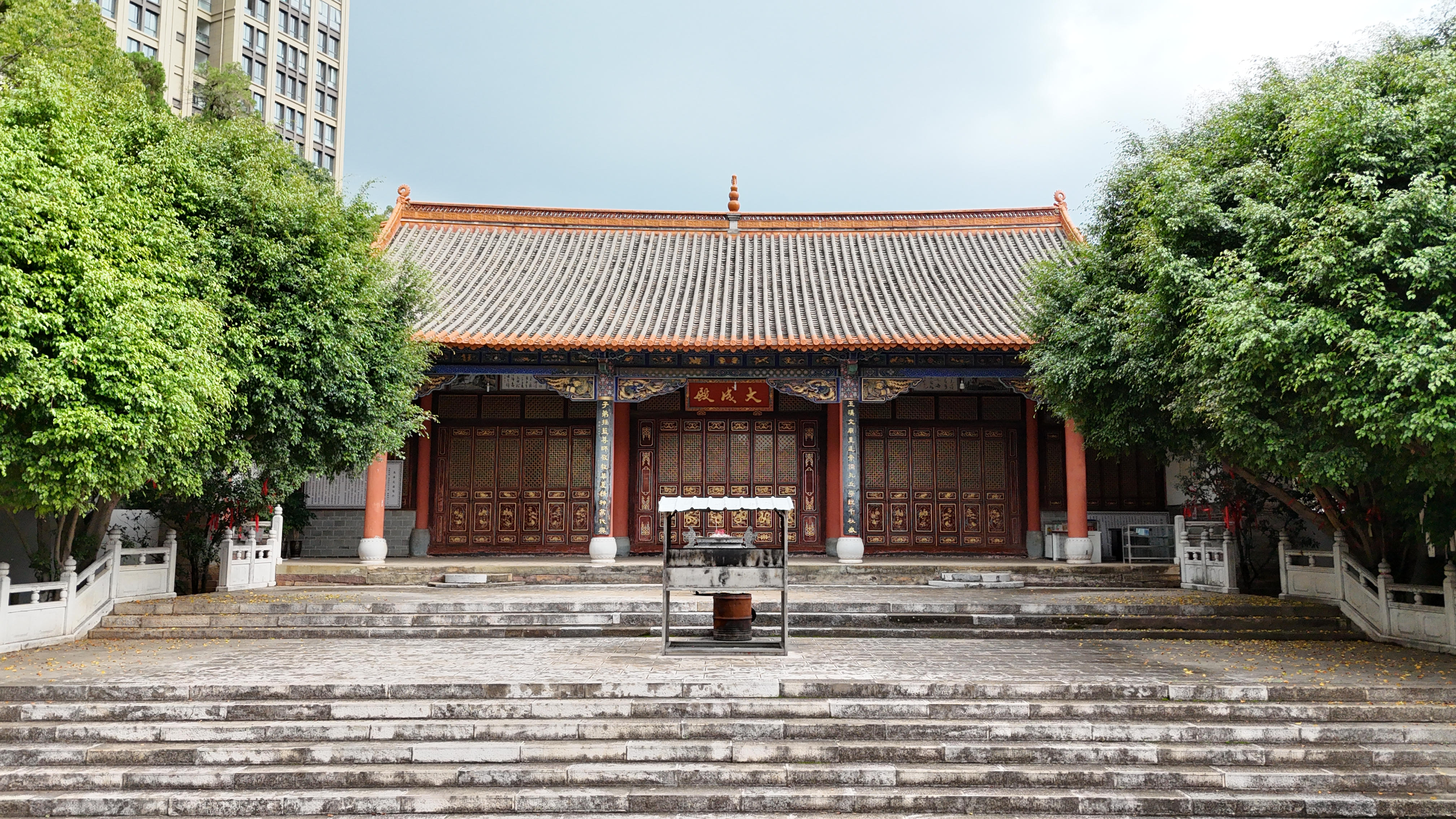
玉溪文庙，始建于明隆庆元年（1567年）

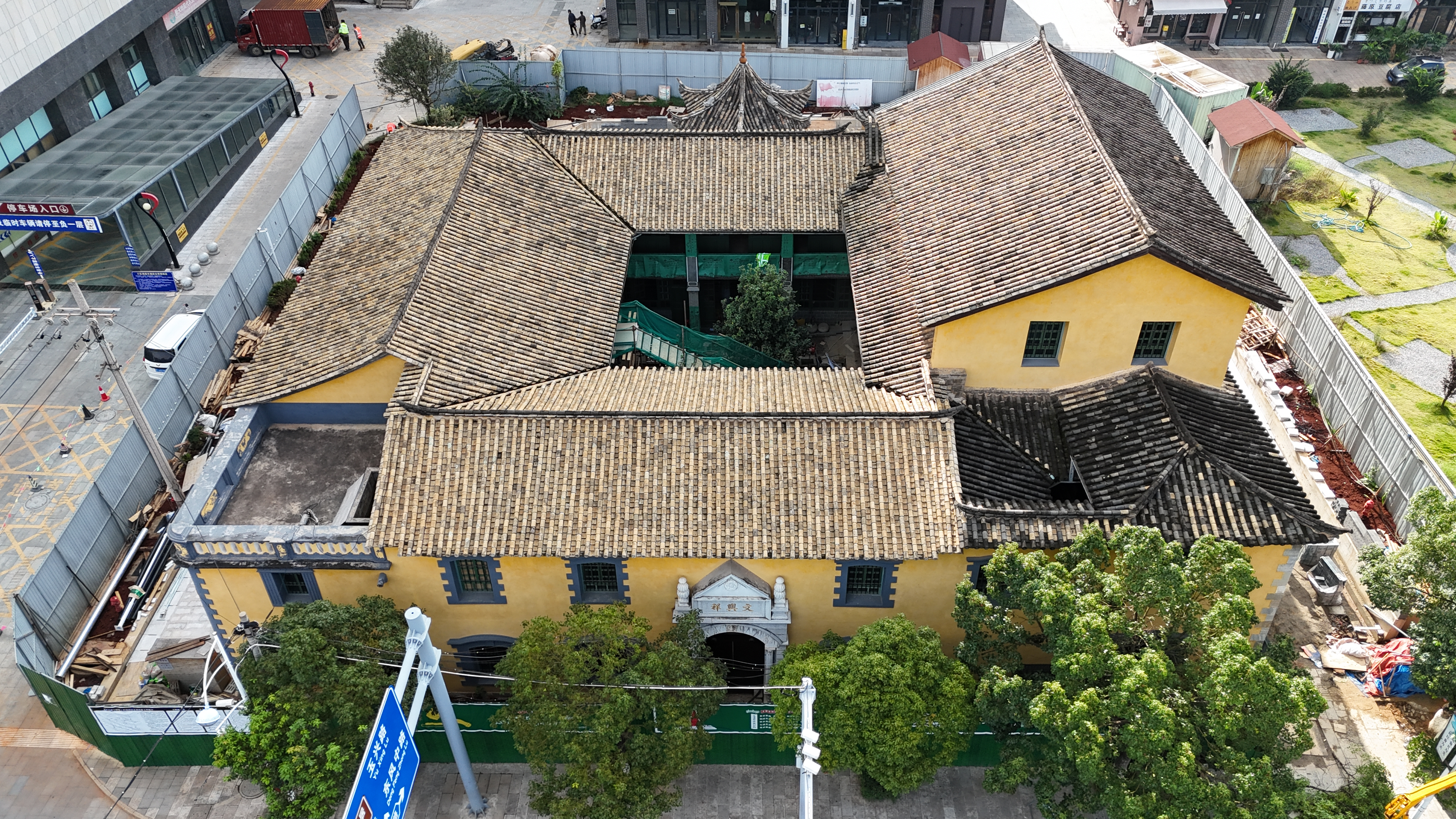
全国重点文物保护单位文兴祥商号旧址

明洪武十五年（1382年）改澂江路为澂江府；改元江路为元江府；改临安路为临安府，徙治建水州（今建水县）。永乐四年（1406年）升元江府为元江军民府。正德六年（1511年）嶍峨县移治今峨山县城。万历十九年（1591年）改平甸县为新平县。崇祯七年（1634年）江川县移治江川驿（今江城镇）；新平县迁今新平县城。清顺治十八年（1661年）改元江军民府为元江府。雍正十年（1732年）新平县改隶元江府。乾隆三十五年（1770年）降元江府为元江直隶州。
民国二年（1913年）废府、州改县，新兴、澂江、易门、江川县属滇中道，通海、河西、宁县、嶍峨县属临开广道（次年改蒙自道），元江、新平县属滇南道（次年改普洱道）。1914年新兴县更名休纳县；宁县更名黎县。1916年改休纳县为玉溪县，以境内有如玉带之河，故名。1927年废道制，各县由省直辖。1929年嶍峨县改名峨山县。1931年改黎县为华宁县。民国三十一年（1942年）元江、新平县划属云南省第三行政督察区。1946年，澂江、江川、华宁属第三区，通海、河西属第五区，新平、峨山、元江属第六区，易门、玉溪由省直辖。
中华人民共和国成立后，1950年1月成立滇中区行政专员公署，同年3月改设玉溪专区，专员公署驻玉溪县，辖玉溪、江川、澄江、通海、河西、华宁、新平、峨山、昆阳、晋宁、呈贡、易门12县。1951年5月成立峨山县彝族自治区。1954年蒙自专区的元江县划归玉溪专区。1956年改峨山县彝族自治区为峨山彝族自治县；将通海、河西两县合并设立杞麓县。1958年撤销昆阳县并入晋宁县。1960年杞麓县改名通海县；撤销江川县并入玉溪县；撤销呈贡县并入晋宁县，并将晋宁县划归昆明市。1962年恢复江川县，迁治大街镇。1970年玉溪专区改称玉溪地区。1979年12月，新平县改设新平彝族傣族自治县；元江县改设元江哈尼族彝族傣族自治县。1983年撤销玉溪县，改设县级玉溪市。1997年12月13日，撤销玉溪地区、县级玉溪市，改置地级玉溪市；原县级玉溪市改置红塔区。

## 地理
玉溪市位于云南省中部，北接昆明市，西南连普洱市，东南邻红河州，西北靠楚雄州。地图坐标为北纬23°19′－24°53′，东经101°16′－103°9′之间。东西最大距离约172公里，南北最大距离163.5公里。全境地处哀牢山脉，云贵高原西缘，地势西北高、东南低，地形复杂，以山地为主，山地、峡谷、高原、盆地交错分布。哀牢山主峰大雪锅山海拔3137米，为全区最高点。
| 玉溪市气象数据（1981年至2010年）             | 玉溪市气象数据（1981年至2010年） | 玉溪市气象数据（1981年至2010年） | 玉溪市气象数据（1981年至2010年） | 玉溪市气象数据（1981年至2010年） | 玉溪市气象数据（1981年至2010年） | 玉溪市气象数据（1981年至2010年） | 玉溪市气象数据（1981年至2010年） | 玉溪市气象数据（1981年至2010年） | 玉溪市气象数据（1981年至2010年） | 玉溪市气象数据（1981年至2010年） | 玉溪市气象数据（1981年至2010年） | 玉溪市气象数据（1981年至2010年） | 玉溪市气象数据（1981年至2010年） |
| 月份                                         | 1月                              | 2月                              | 3月                              | 4月                              | 5月                              | 6月                              | 7月                              | 8月                              | 9月                              | 10月                             | 11月                             | 12月                             | 全年                             |
| -------------------------------------------- | -------------------------------- | -------------------------------- | -------------------------------- | -------------------------------- | -------------------------------- | -------------------------------- | -------------------------------- | -------------------------------- | -------------------------------- | -------------------------------- | -------------------------------- | -------------------------------- | -------------------------------- |
| 历史最高温 °C（°F）                          | 24.1 (75.4)                      | 27.7 (81.9)                      | 29.2 (84.6)                      | 32.4 (90.3)                      | 32.6 (90.7)                      | 31.7 (89.1)                      | 31.3 (88.3)                      | 31.0 (87.8)                      | 30.9 (87.6)                      | 29.1 (84.4)                      | 26.3 (79.3)                      | 25.2 (77.4)                      | 32.6 (90.7)                      |
| 平均高温 °C（°F）                            | 17.4 (63.3)                      | 19.6 (67.3)                      | 22.9 (73.2)                      | 25.7 (78.3)                      | 26.3 (79.3)                      | 26.4 (79.5)                      | 26.0 (78.8)                      | 26.2 (79.2)                      | 24.8 (76.6)                      | 22.6 (72.7)                      | 19.6 (67.3)                      | 16.9 (62.4)                      | 22.9 (73.2)                      |
| 日均气温 °C（°F）                            | 9.5 (49.1)                       | 11.3 (52.3)                      | 14.5 (58.1)                      | 17.9 (64.2)                      | 20.1 (68.2)                      | 21.3 (70.3)                      | 21.0 (69.8)                      | 20.7 (69.3)                      | 19.4 (66.9)                      | 17.0 (62.6)                      | 12.9 (55.2)                      | 9.6 (49.3)                       | 16.3 (61.3)                      |
| 平均低温 °C（°F）                            | 3.7 (38.7)                       | 4.8 (40.6)                       | 7.8 (46.0)                       | 11.4 (52.5)                      | 15.3 (59.5)                      | 17.9 (64.2)                      | 18.0 (64.4)                      | 17.3 (63.1)                      | 16.0 (60.8)                      | 13.6 (56.5)                      | 8.6 (47.5)                       | 4.4 (39.9)                       | 11.6 (52.8)                      |
| 历史最低温 °C（°F）                          | −2.3 (27.9)                      | −2.2 (28.0)                      | −2.5 (27.5)                      | 3.4 (38.1)                       | 6.6 (43.9)                       | 12.0 (53.6)                      | 12.8 (55.0)                      | 11.1 (52.0)                      | 7.0 (44.6)                       | 4.9 (40.8)                       | −0.9 (30.4)                      | −5.5 (22.1)                      | −5.5 (22.1)                      |
| 平均降水量 mm（）                            | 16.6 (0.65)                      | 17.6 (0.69)                      | 18.1 (0.71)                      | 34.8 (1.37)                      | 91.1 (3.59)                      | 140.5 (5.53)                     | 180.5 (7.11)                     | 177.7 (7.00)                     | 96.9 (3.81)                      | 75.1 (2.96)                      | 44.9 (1.77)                      | 15.1 (0.59)                      | 908.9 (35.78)                    |
| 平均降水天数（≥ 0.1 mm）                     | 4.4                              | 4.4                              | 5.5                              | 8.0                              | 12.4                             | 16.6                             | 20.2                             | 19.2                             | 15.8                             | 13.2                             | 7.9                              | 4.5                              | 132.1                            |
| 平均相對濕度（％）                           | 71                               | 65                               | 60                               | 60                               | 67                               | 77                               | 81                               | 81                               | 79                               | 79                               | 78                               | 77                               | 73                               |
| 来源1：中国气象数据网                        |                                  |                                  |                                  |                                  |                                  |                                  |                                  |                                  |                                  |                                  |                                  |                                  |                                  |
| 来源2：中国天气网（1971−2000年间的降水天数） |                                  |                                  |                                  |                                  |                                  |                                  |                                  |                                  |                                  |                                  |                                  |                                  |                                  |

## 政治

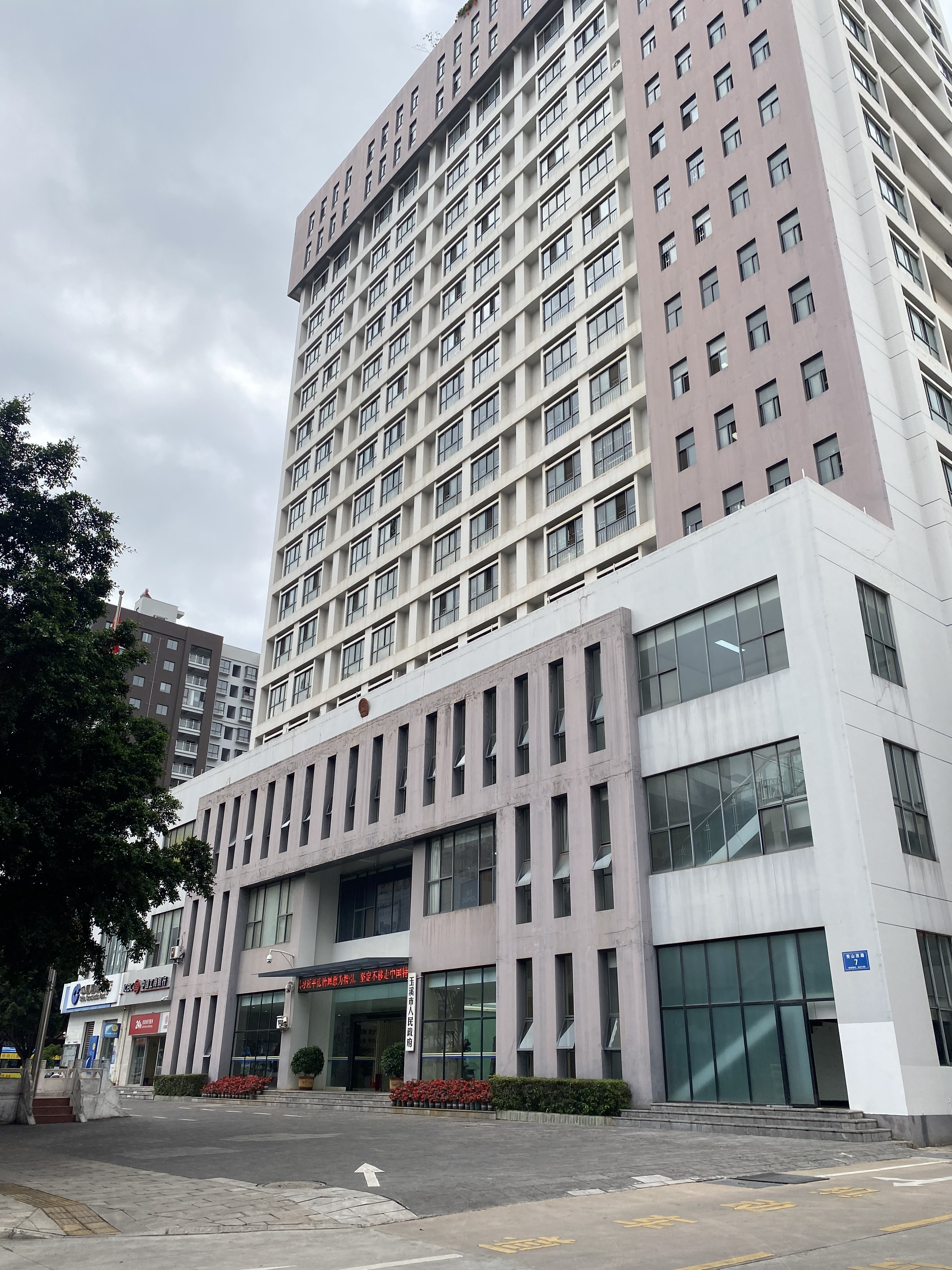
玉溪市人民政府

### 现任领导
| 机构     | · 中国共产党 · 玉溪市委员会 | 玉溪市人民代表大会 常务委员会 | 玉溪市人民政府       | · 中国人民政治协商会议 · 玉溪市委员会 |
| 职务     | 书记                        | 主任                          | 市长                 | 主席                                  |
| -------- | --------------------------- | ----------------------------- | -------------------- | ------------------------------------- |
| 姓名     | 周建忠                      | 聂涛                          | 胡江辉               | 李劲松                                |
| 民族     | 汉族                        | 汉族                          | 普米族               | 白族                                  |
| 籍贯     | 云南省牟定县                | 云南省玉溪市                  | 云南省宁蒗彝族自治县 | 云南省鹤庆县                          |
| 出生日期 | 1970年4月（55歲）           | 1966年6月（58歲）             | 1980年12月（44歲）   | 1970年7月（54歲）                     |
| 就任日期 | 2025年1月                   | 2022年2月                     | 2025年2月            | 2022年2月                             |

### 历任领导
| 市委书记 - 杨崇勇（1998年2月－2001年2月） - 李江（2001年2月－2003年2月） - 孔祥庚（2003年3月－2012年12月） - 张祖林（2012年12月－2014年8月） - 罗应光（2014年8月－2020年6月） - 王力（2020年6月－2025年1月） - 周建忠（2025年1月－） | 市长 - 杨崇勇（1998年6月－2000年2月） - 李江（2000年2月－2001年2月） - 孙学明（2001年3月－2004年1月） - 董诗强（2004年3月－2008年1月） - 高劲松（2008年3月－2012年12月） - 饶南湖（2013年3月－2016年8月） - 张德华（2017年1月－2021年6月） - 江华（2021年6月－2025年2月） - 胡江辉（2025年2月－） |

### 行政区划
玉溪市现辖2个市辖区、3个县、3个自治县 ，代管1个县级市。
- 市辖区：红塔区、江川区
- 县级市：澄江市
- 县：通海县、华宁县、易门县
- 自治县：峨山彝族自治县、新平彝族傣族自治县、元江哈尼族彝族傣族自治县

## 人口
2022年公安年末户籍总人口222.4万人（不含阳宗镇），其中男性人口111.8万人，占总人口的比重为50.3%；女性人口110.6万人，占总人口的比重为49.7%。城镇101.8万人，乡村120.6万人。
根据2020年第七次全国人口普查，全市常住人口为2,249,502人。同第六次全国人口普查的2,303,518人相比，十年共减少了54,016人，下降2.34%，年平均增长率为-0.24%。其中，男性人口为1,155,211人，占总人口的51.35%；女性人口为1,094,291人，占总人口的48.65%。总人口性别比（以女性为100）为105.57。0－14岁的人口为360,147人，占总人口的16.01%；15－59岁的人口为1,516,846人，占总人口的67.43%；60岁及以上的人口为372,509人，占总人口的16.56%，其中65岁及以上的人口为288,027人，占总人口的12.8%。居住在城镇的人口为1,210,702人，占总人口的53.82%；居住在乡村的人口为1,038,800人，占总人口的46.18%。

### 民族
全市常住人口中，汉族人口为1,521,363人，占67.63%；各少数民族人口为728,139人，占32.37%。与2010年第六次全国人口普查相比，汉族人口减少38,918人，下降2.49%，占总人口比例下降0.1个百分点；各少数民族人口减少15,098人，下降2.03%，占总人口比例增加0.1个百分点。其中，彝族人口减少13,332人，下降2.98%，占总人口比例下降0.13个百分点；哈尼族人口减少5,742人，下降4.41%，占总人口比例下降0.12个百分点；傣族人口减少3,541人，下降4.81%，占总人口比例下降0.08个百分点。
| 民族名称                | 汉族      | 彝族    | 哈尼族  | 傣族   | 回族   | 白族   | 苗族   | 拉祜族 | 蒙古族 | 壮族  | 其他民族 |
| ----------------------- | --------- | ------- | ------- | ------ | ------ | ------ | ------ | ------ | ------ | ----- | -------- |
| 人口数                  | 1,521,363 | 433,665 | 124,542 | 70,055 | 47,359 | 13,121 | 11,129 | 7,583  | 7,144  | 3,772 | 9,769    |
| 占总人口比例（%）       | 67.63     | 19.28   | 5.54    | 3.11   | 2.11   | 0.58   | 0.49   | 0.34   | 0.32   | 0.17  | 0.43     |
| 占少数民族人口比例（%） | －        | 59.56   | 17.10   | 9.62   | 6.50   | 1.80   | 1.53   | 1.04   | 0.98   | 0.52  | 1.34     |

## 交通
- 213国道、 357国道过境。

## 全国重点文物保护单位
- 李家山古墓群
- 秀山古建筑群
- 玉溪窑址
- 金莲山、学山遗址群
- 文兴祥商号旧址
- 陇西世族庄园

## 经济

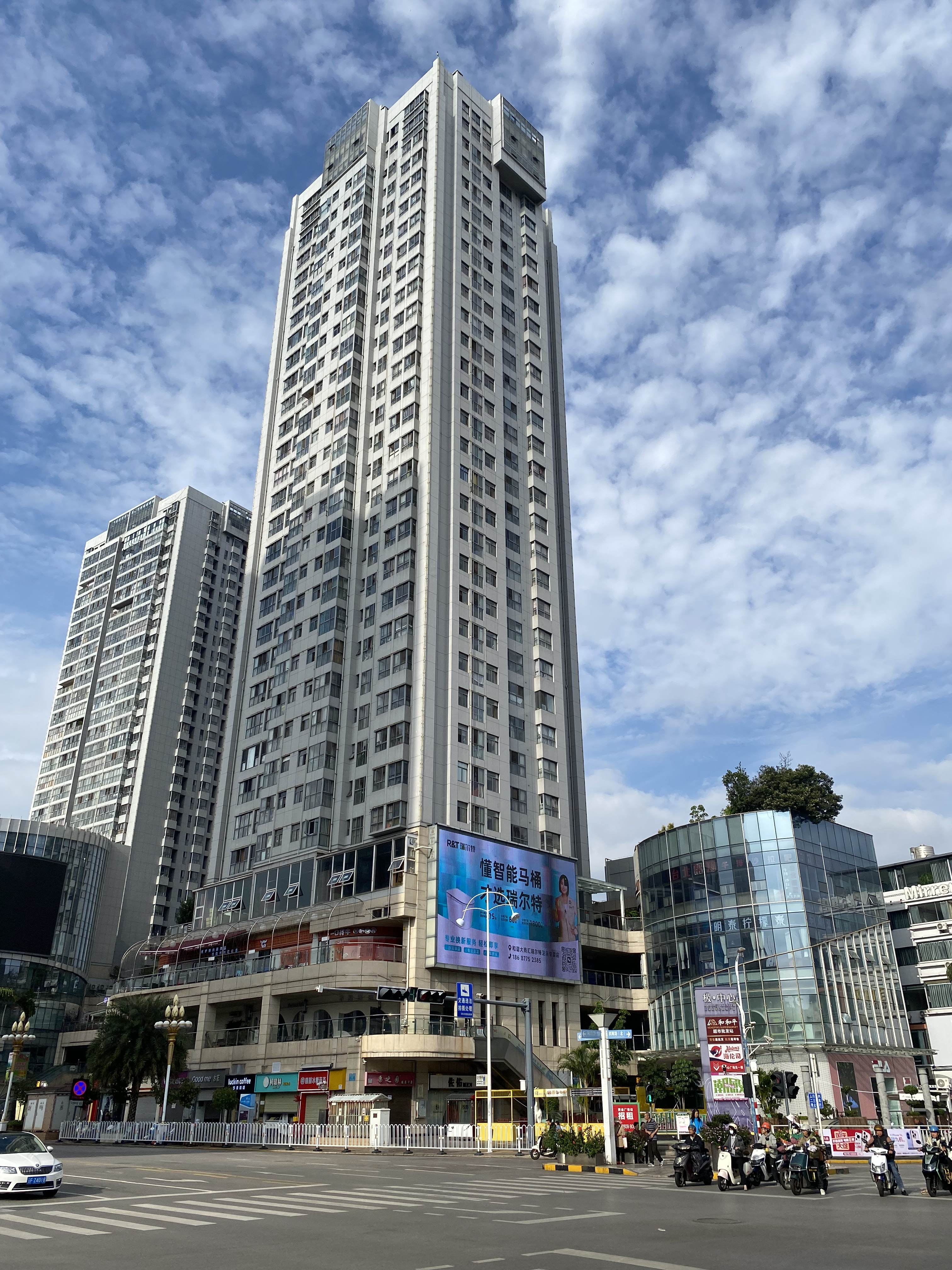
玉溪极·中心，市中心的一处城市商业综合体

2021年，玉溪市国内生产总值2,352.3亿元，同比增长9.1%。第一、二、三产业增加值分别为236.4亿元、1,023.9亿元、1,092.0亿元，三次产业结构比为10.1 : 43.5 : 46.4。城镇常住居民人均可支配收入46,001元，农村常住居民人均可支配收入18,670元。全市固定资产投资增长7.8%，全市一般公共预算支出257.6亿元。

## 其他
玉溪曾舉辦過1999年的世界女排大獎賽總決賽。

## 友好城市
- 中国佛山市[31]
- 中国上海市金山区[32]
- 占巴塞省[33]
- 柬埔寨奥多棉吉省[34]
- 越南安沛市[34]